# Eduard Kessler
Eduard Kessler (9. března 1837 Uničov – 12. února 1909 Uničov) byl rakouský politik německé národnosti z Moravy; poslanec Moravského zemského sněmu a starosta Uničova.

## Biografie
Byl synem uničovského koželuha Antona (uváděn i jako Eduard) Kesslera a Victorie rozené Steigerové. V letech 1857–1859 se jako dobrovolník zúčastnil tažení v Itálii. Po návratu si v Uničově zřídil koželužnu a textilní firmu. Od roku 1867 zasedal v obecním zastupitelstvu. V březnu 1883 byl (poté, co zemřel starosta Dr. Ferdinand Doubrawa) zvolen na post starosty Uničova. Ve starostenské funkci působil po tři volební období. Založil místní hasičský sbor a od roku 1868 do roku 1875 byl jeho předsedou. Počátkem 90. let se stáhl z veřejného života.
V 80. letech se zapojil i do vysoké politiky. V doplňovacích zemských volbách 29. září 1885 byl zvolen na Moravský zemský sněm, za kurii městskou, obvod Uničov, Rýmařov. Mandát zde obhájil v řádných zemských volbách roku 1890. V roce 1885 se uvádí jako německý liberální kandidát (tzv. Ústavní strana, liberálně a centralisticky orientovaná). Na mandát rezignoval v prosinci 1891. Na sněmu ho nahradil Ferdinand Flemmich.
Zemřel v únoru 1909. Příčinou úmrtí byla infekční rýma (Rotlauf).